# 공덕역
공덕역(孔德驛, Gongdeok station)은 서울특별시 마포구 공덕동과 도화동에 위치한 수도권 전철 5호선과 서울 지하철 6호선, 인천국제공항철도, 그리고 수도권 전철 경의·중앙선의 환승역이다. 서울 지하철 6호선은 심야에 2편성이 주박한다.

## 역사
- 1996년 12월 30일 : 서울 지하철 5호선 여의도 - 왕십리 구간 개통과 함께 영업 개시
- 2000년 12월 15일 : 서울 지하철 6호선 봉화산 - 응암순환 구간 개통과 함께 환승역이 됨
- 2011년 11월 30일 : 인천국제공항철도 개통과 함께 3개 노선 환승역이 됨
- 2012년 12월 15일 : 수도권 전철 경의선 공덕 ~ 디지털미디어시티 구간 개통과 함께 4개 노선 환승역이 됨
- 2014년 12월 27일 : 수도권 전철 경의선 공덕 ~ 용산 구간 개통과 함께 문산역 ~ 용문역간 수도권 전철 경의·중앙선 직결 운행 개시로 중간역이 됨

## 역 구조
5호선은 1면 2선의 섬식 승강장이고, 나머지 노선은 모두 2면 2선의 상대식 승강장이다. 모든 승강장에 스크린도어가 설치되어 있다. 출구는 서울교통공사 소속 8개, 공항철도, 한국철도공사 소속 2개로 총 10개가 있다.
현재 5호선과 6호선이 거의 L에 가까운 십(十)자 교차를 하고 있다. 5호선이 아래에, 6호선이 위에 있다. 공항철도와 경의·중앙선(용산선)은 6호선과 나란히 놓여 있다. 5호선으로 내려가는 통로는 엘리베이터와 계단이 모두 있으며 높이차가 크고 가파른 경사를 이룬다. 그 뒤에도 덜 가파른 내리막과 오르막이 각각 하나씩 있으며 엘리베이터와 계단이 모두 설치되어 있다. 갈아타는 데 약 5~6분 정도 소요된다.

공항철도의 승강장은 다른 노선 보다 아래인 지하 5층에 있으며 벽으로 막힌 승강장은 용산역행 열차가 사용할 예정이고, 경의·중앙선의 승강장은 지하 2층에 있다.

### 승강장

#### 서울교통공사

##### 5호선 승강장 (B3F)
| 마포 ↑   |
| 하 상 \| |
| ↓ 애오개 |

| 상행 | ● 수도권 전철 5호선 | 여의도 · 신길 · 목동 · 까치산 · 화곡 · 김포공항 · 방화 방면 |
| 하행 | ● 수도권 전철 5호선 | 충정로 · 광화문 · 왕십리 · 하남검단산 · 마천 방면           |

##### 6호선 승강장 (B2F)
| 대흥 ↑       |
| \| 상        |
| ↓ 효창공원앞 |

| 상행 | ● 서울 지하철 6호선 | 합정 · 마포구청 · 월드컵경기장 · 디지털미디어시티 · 응암 방면   |
| 하행 | ● 서울 지하철 6호선 | 효창공원앞 · 삼각지 · 동묘앞 · 안암 · 고려대 · 석계 · 신내 방면 |

#### 공항철도 (B5F)
| ↑ 서울     |
| \| 하 \|   |
| 홍대입구 ↓ |

| 상행 | ● 인천국제공항철도 | 서울 방면                                                     |
| 하행 | ● 인천국제공항철도 | 홍대입구 · 디지털미디어시티 · 김포공항 · 인천공항2터미널 방면 |
| X    | ● 인천국제공항철도 | 미사용 승강장                                                 |

#### 한국철도공사 (B2F)
| ↑ 효창공원앞 |
| ２ \| １     |
| 서강대 ↓     |

| 1 | ● 수도권 전철 경의·중앙선 | 일반 · 급행 | 서강대 · 금촌 · 문산 방면             |
| 2 | ● 수도권 전철 경의·중앙선 | 일반 · 급행 | 용산 · 이촌 · 회기 · 용문 · 지평 방면 |

### 환승
공항철도,경의·중앙선 대합실에서 5호선,6호선 1~8번 출구를 이용할 경우 경의선 공덕역의 역장은 개표후 지상을 이용해 다시 8번이나 7번 출구를 이용해 지하로 내려가 찾아가라는 안내를 제공한다.

## 역 주변
공덕역을 중심으로 부도심이 형성되어 있으며, 아현뉴타운을 중심으로 재개발이 진행되고 있다.
1번 출구 
| 나가는 곳 | 방면 |
| --------- | --- |
| 1         | 마포우체국 서울디지털대학교 서울지방고용노동청서울서부지청 경의선숲길 염리초등학교 한국전력공사 서부지점 한미교육위원단 |
| 2         | 동도중학교 마포소방서 서울디자인고등학교 서울여자고등학교 서울여자중학교                                                |
| 3         | 마포경찰서 아현동주민센터 서울신용보증재단                                                                              |
| 4         | 서울공덕초등학교 국립공원관리공단 마포등기소 서울서부지방검찰청 서울서부지방법원 한국지방재정공제회                     |
| 5         | 만리동고개 공덕시장 사랑의전화복지재단                                                                                  |
| 6         | 한겨레 효창공원 한국사회복지관 마포문화원                                                                               |
| 7         | 도화동주민센터 |
| 8         | 도화치안센터 경찰공제회 서울특별시평생교육진흥원                                                                        |
| 9         | 도화치안센터 도화동주민센터 신용보증기금 용강지구대                                                                     |
| 10        | 도화동 새창고개길 경의선숲길                                                                                            |

## 이용객 변동
6호선의 2000년 자료는 개통일인 2000년 12월 15일부터 12월 31일까지 총 17일간, 공항철도의 2011년 자료는 개통일인 2011년 11월 30일부터 12월 31일까지 32일간, 용산선의 2012년 자료는 개통일인 2012년 12월 15일부터 12월 31일까지 17일간의 집계를 반영한 것이다.
| 노선        | 노선   | 일평균 인원수 (명/일) | 일평균 인원수 (명/일) | 일평균 인원수 (명/일) | 일평균 인원수 (명/일) | 일평균 인원수 (명/일) | 일평균 인원수 (명/일) | 일평균 인원수 (명/일) | 일평균 인원수 (명/일) | 일평균 인원수 (명/일) | 일평균 인원수 (명/일) | 각주                  | 각주                  | 각주                  | 각주                  | 각주  |
| 노선        | 노선   | 2000년                | 2001년                | 2002년                | 2003년                | 2004년                | 2005년                | 2006년                | 2007년                | 2008년                | 2009년                | 각주                  | 각주                  | 각주                  | 각주                  | 각주  |
| ----------- | ------ | --------------------- | --------------------- | --------------------- | --------------------- | --------------------- | --------------------- | --------------------- | --------------------- | --------------------- | --------------------- | --------------------- | --------------------- | --------------------- | --------------------- | ----- |
| 5호선       | 승차   | 14,172                | 12,475                | 11,940                | 11,996                | 11,906                | 12,018                | 12,151                | 12,041                | 11,972                | 12,432                | [ 2 ]                 | [ 2 ]                 | [ 2 ]                 | [ 2 ]                 | [ 2 ] |
| 5호선       | 하차   | 14,734                | 12,655                | 11,981                | 12,072                | 11,923                | 12,011                | 12,258                | 12,322                | 12,270                | 12,697                | [ 2 ]                 | [ 2 ]                 | [ 2 ]                 | [ 2 ]                 | [ 2 ] |
| 5호선       | 승하차 | 28,906                | 25,130                | 23,921                | 24,068                | 23,829                | 24,029                | 24,409                | 24,362                | 24,241                | 25,129                | [ 2 ]                 | [ 2 ]                 | [ 2 ]                 | [ 2 ]                 | [ 2 ] |
| 6호선       | 승차   | 3,945                 | 7,421                 | 9,589                 | 10,378                | 11,025                | 11,257                | 12,038                | 12,581                | 12,684                | 13,412                | [ 2 ]                 | [ 2 ]                 | [ 2 ]                 | [ 2 ]                 | [ 2 ] |
| 6호선       | 하차   | 3,824                 | 7,912                 | 10,061                | 10,932                | 11,590                | 11,887                | 12,692                | 13,094                | 13,240                | 14,038                | [ 2 ]                 | [ 2 ]                 | [ 2 ]                 | [ 2 ]                 | [ 2 ] |
| 6호선       | 승하차 | 7,768                 | 15,334                | 19,649                | 21,311                | 22,615                | 23,145                | 24,730                | 25,675                | 25,924                | 27,450                | [ 2 ]                 | [ 2 ]                 | [ 2 ]                 | [ 2 ]                 | [ 2 ] |
| 노선        | 노선   | 일평균 인원수 (명/일) | 일평균 인원수 (명/일) | 일평균 인원수 (명/일) | 일평균 인원수 (명/일) | 일평균 인원수 (명/일) | 일평균 인원수 (명/일) | 일평균 인원수 (명/일) | 일평균 인원수 (명/일) | 일평균 인원수 (명/일) | 일평균 인원수 (명/일) | 일평균 인원수 (명/일) | 일평균 인원수 (명/일) | 일평균 인원수 (명/일) | 일평균 인원수 (명/일) | 각주  |
| 노선        | 노선   | 2010년                | 2011년                | 2012년                | 2013년                | 2014년                | 2015년                | 2016년                | 2017년                | 2018년                | 2019년                | 2020년                | 2021년                | 2022년                | 2023년                | 각주  |
| 5호선       | 승차   | 12,896                | 13,573                | 13,749                | 14,086                | 14,117                | 13,127                | 12,889                | 13,131                | 13,398                |                       |                       |                       |                       |                       | [ 2 ] |
| 5호선       | 하차   | 13,104                | 13,873                | 14,323                | 14,745                | 14,722                | 13,813                | 13,521                | 13,869                | 14,284                |                       |                       |                       |                       |                       | [ 2 ] |
| 5호선       | 승하차 | 26,001                | 27,446                | 28,072                | 28,831                | 28,839                | 26,941                | 26,411                | 27,000                | 27,682                |                       |                       |                       |                       |                       | [ 2 ] |
| 6호선       | 승차   | 13,653                | 14,606                | 16,186                | 16,845                | 17,250                | 17,741                | 17,573                | 17,709                | 18,127                |                       |                       |                       |                       |                       | [ 2 ] |
| 6호선       | 하차   | 14,200                | 15,112                | 16,591                | 16,908                | 17,266                | 17,390                | 17,156                | 17,305                | 17,735                |                       |                       |                       |                       |                       | [ 2 ] |
| 6호선       | 승하차 | 27,853                | 29,718                | 32,777                | 33,754                | 34,516                | 35,131                | 34,729                | 35,014                | 35,862                |                       |                       |                       |                       |                       | [ 2 ] |
| 공항철도    | 승차   | 미개통                | 2,203                 | 7,084                 | 10,516                | 12,447                |                       |                       |                       |                       |                       |                       |                       |                       |                       | [ 3 ] |
| 공항철도    | 하차   | 미개통                | 1,991                 | 7,705                 | 10,803                | 12,930                |                       |                       |                       |                       |                       |                       |                       |                       |                       | [ 3 ] |
| 경의·중앙선 | 승차   | 미개통                | 미개통                | 1,915                 | 1,972                 | 2,424                 | 3,275                 | 3,177                 | 3,414                 | 3,856                 | 4,211                 | 3,255                 | 3,401                 | 3,758                 | 4,112                 | [ 4 ] |
| 경의·중앙선 | 하차   | 미개통                | 미개통                | 2,191                 | 1,971                 | 2,335                 | 3,338                 | 3,495                 | 3,724                 | 4,008                 | 4,258                 | 4,258                 | 3,468                 | 3,944                 | 4,308                 | [ 4 ] |

## 사진

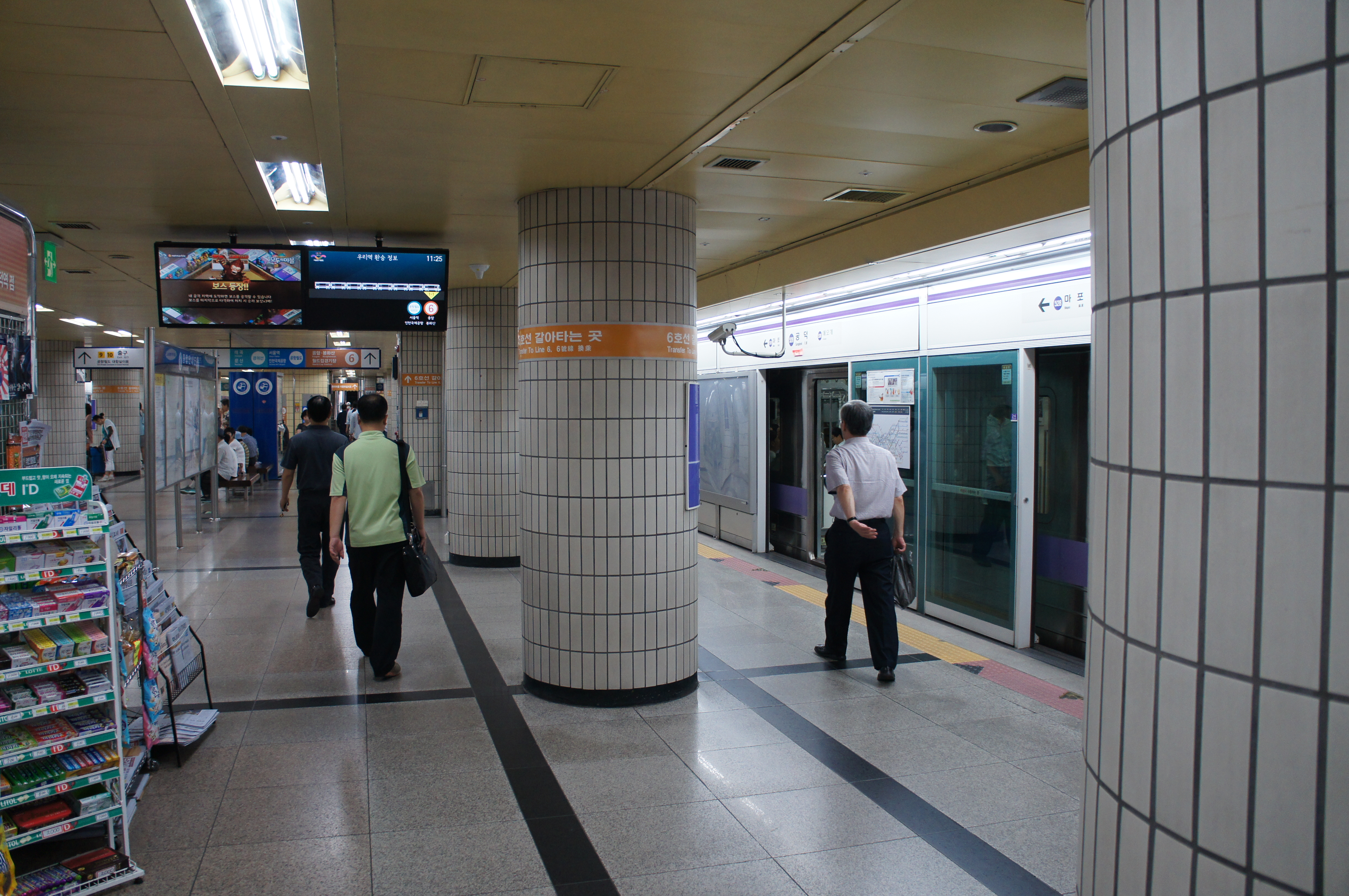
5호선 승강장
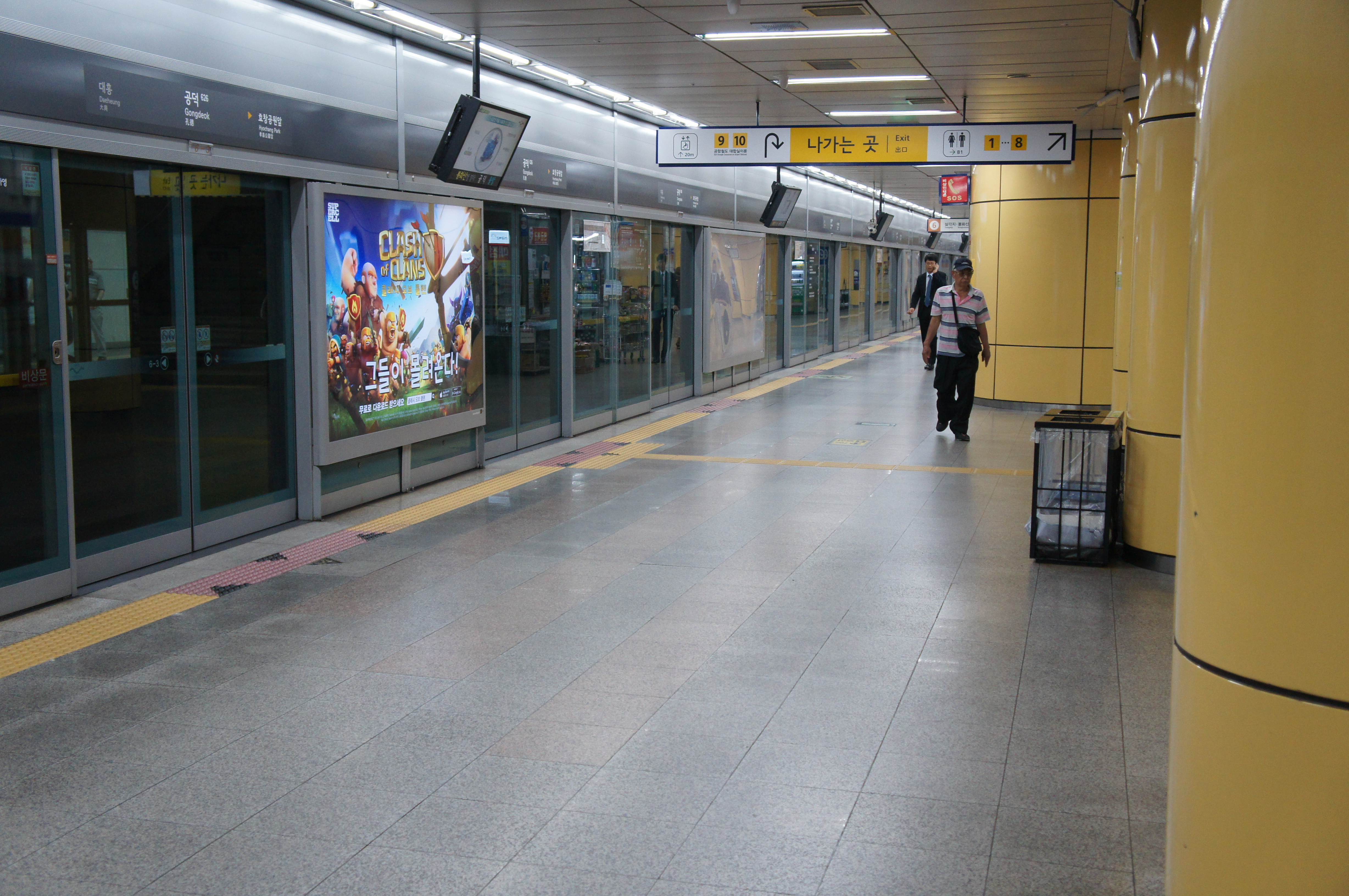
6호선 승강장
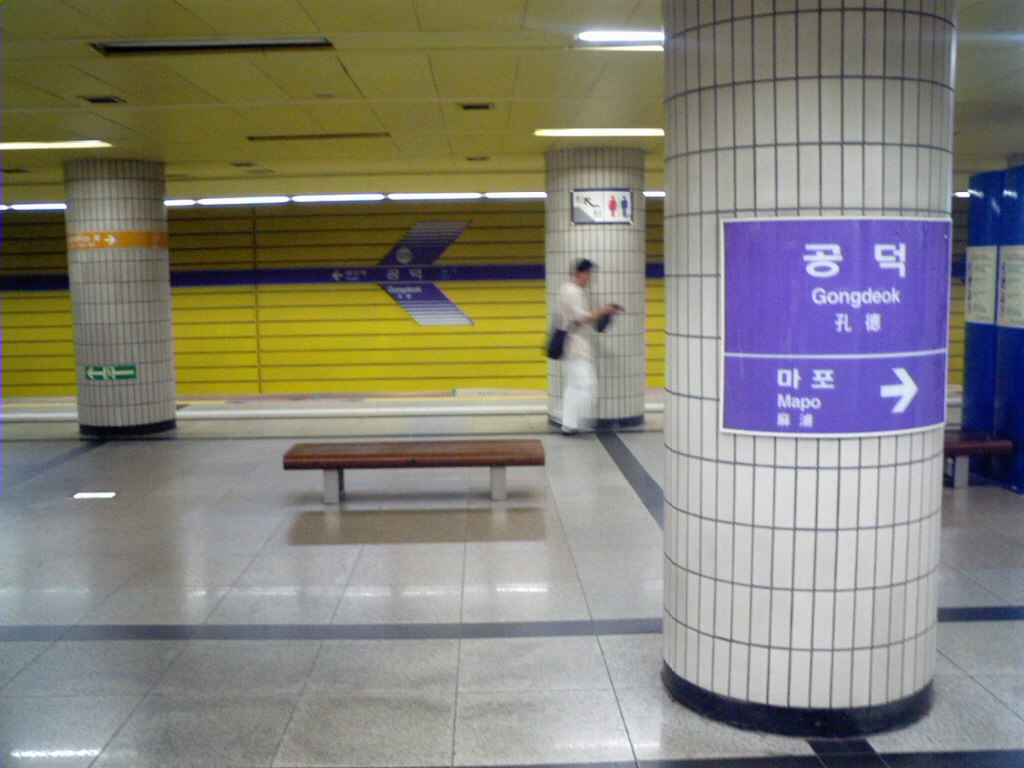
5호선 승강장 (스크린도어 설치 전)
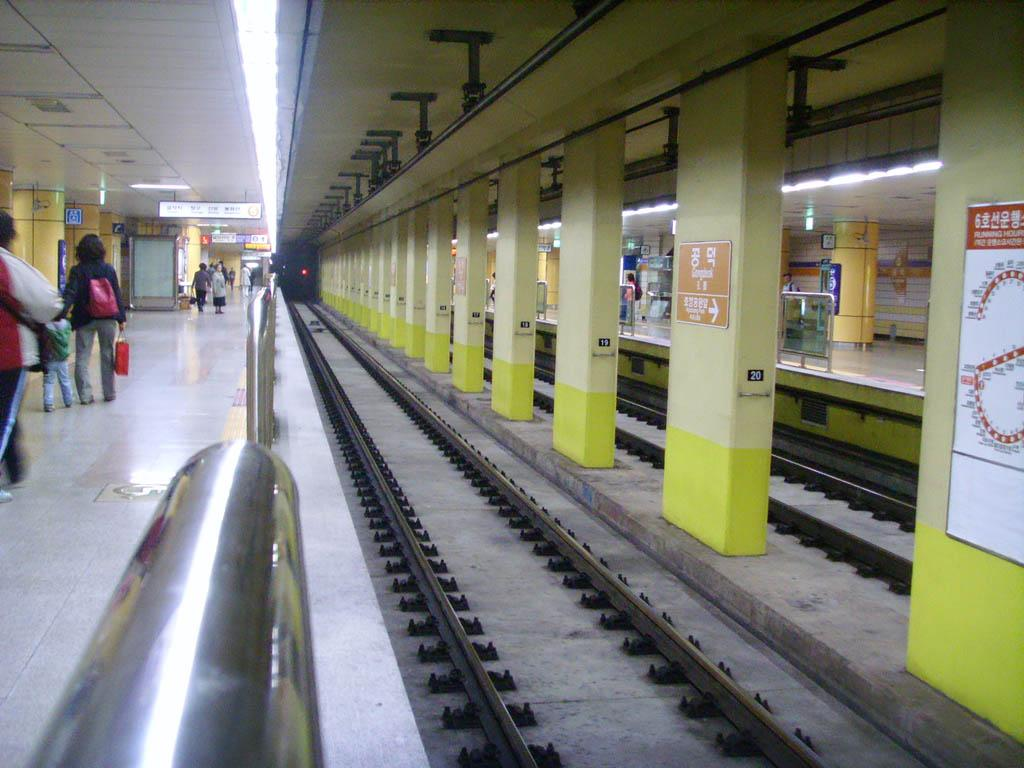
6호선 승강장(스크린도어 설치 전)
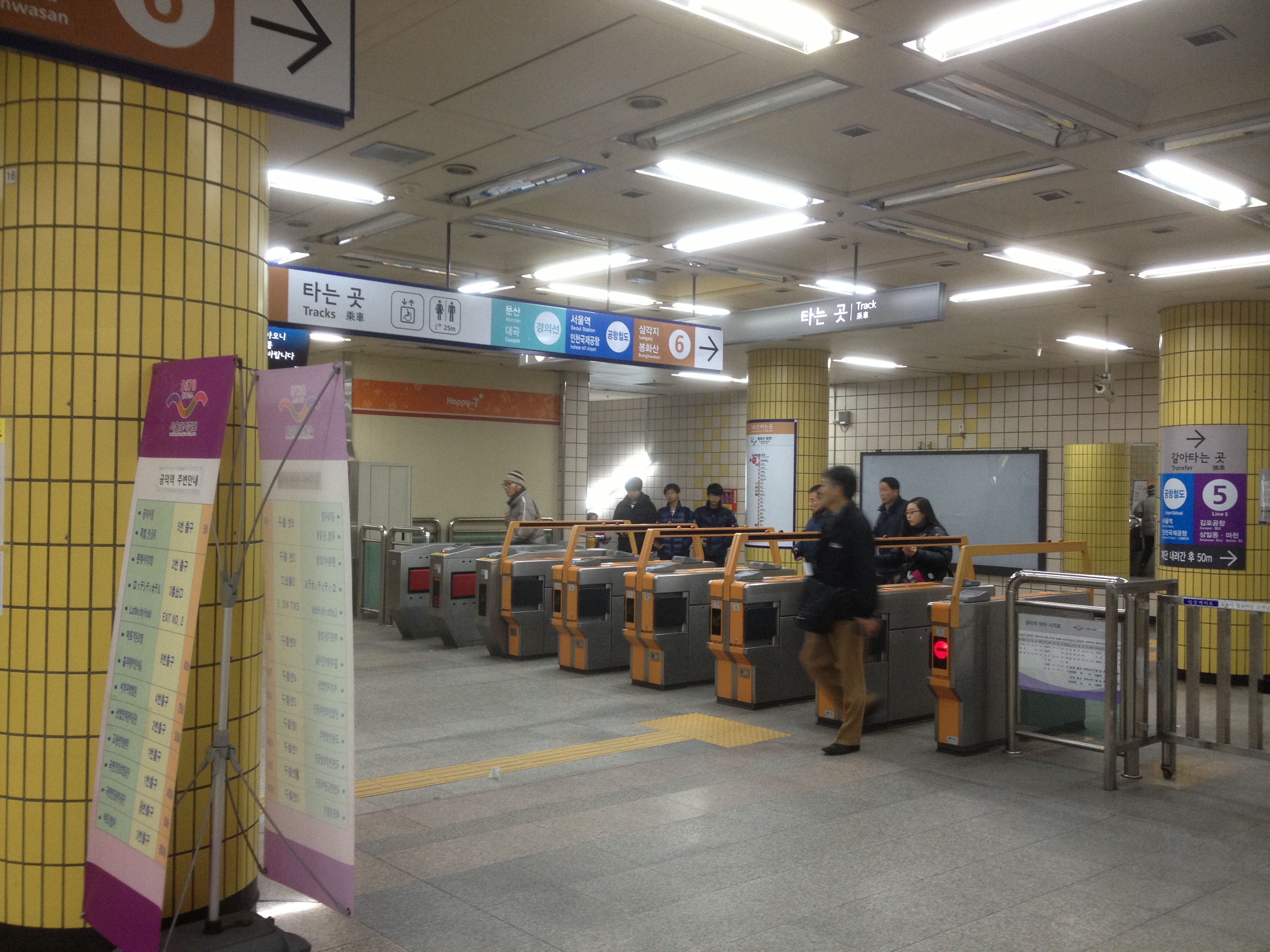
서울교통공사 개찰구
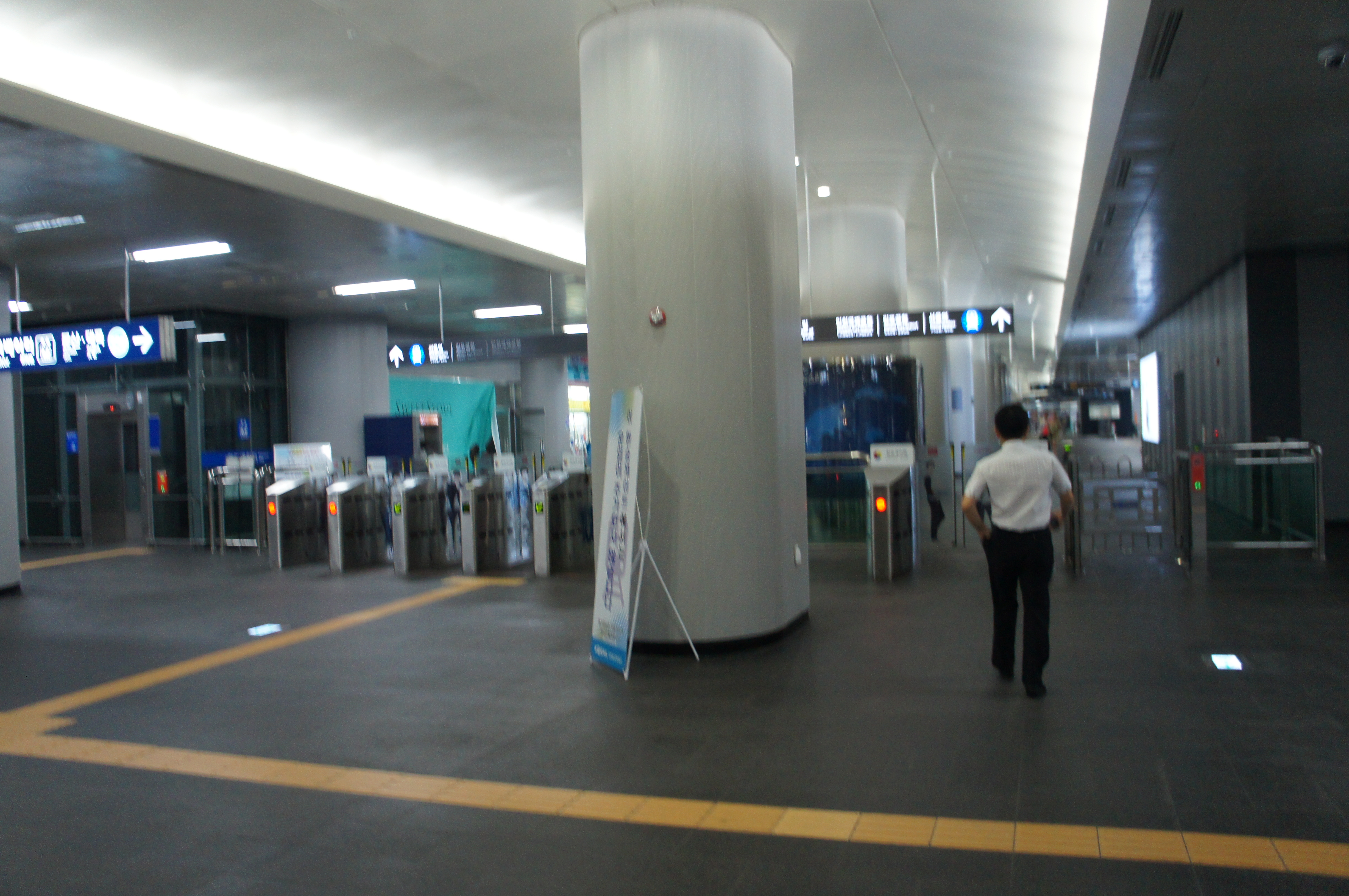
환승 게이트
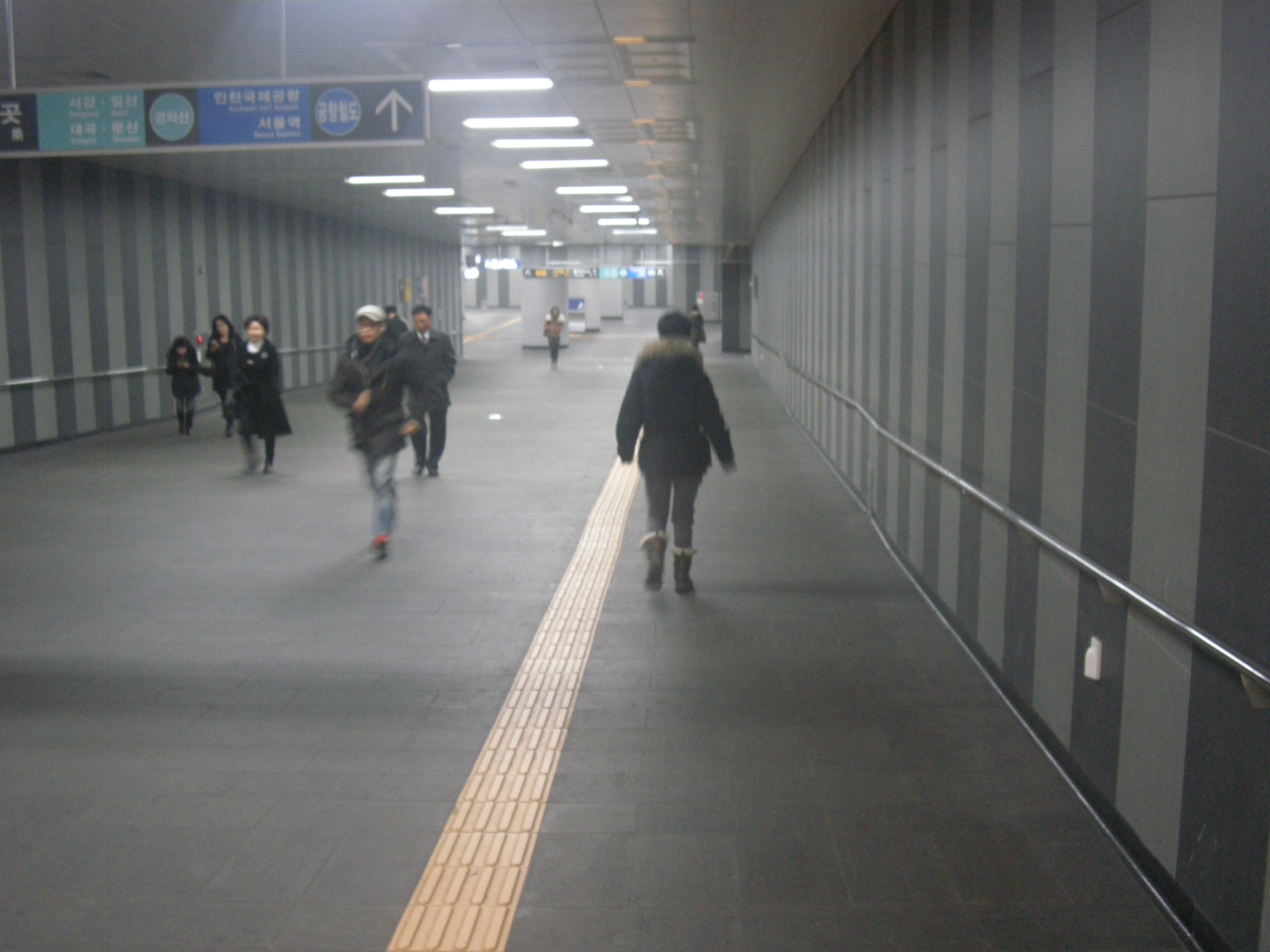
5·6호선, 인천국제공항철도, 경의·중앙선 환승 통로
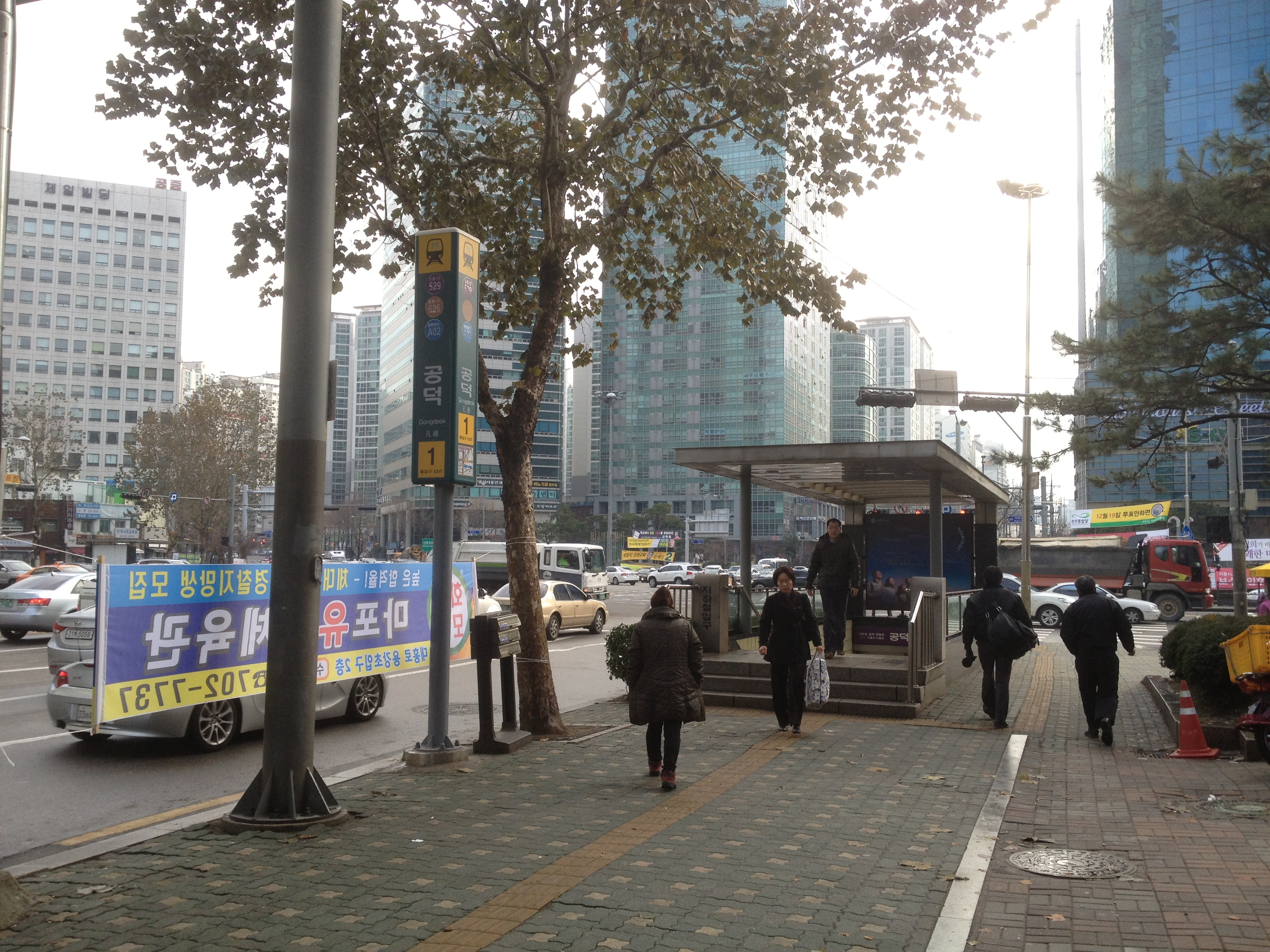
1번 출구
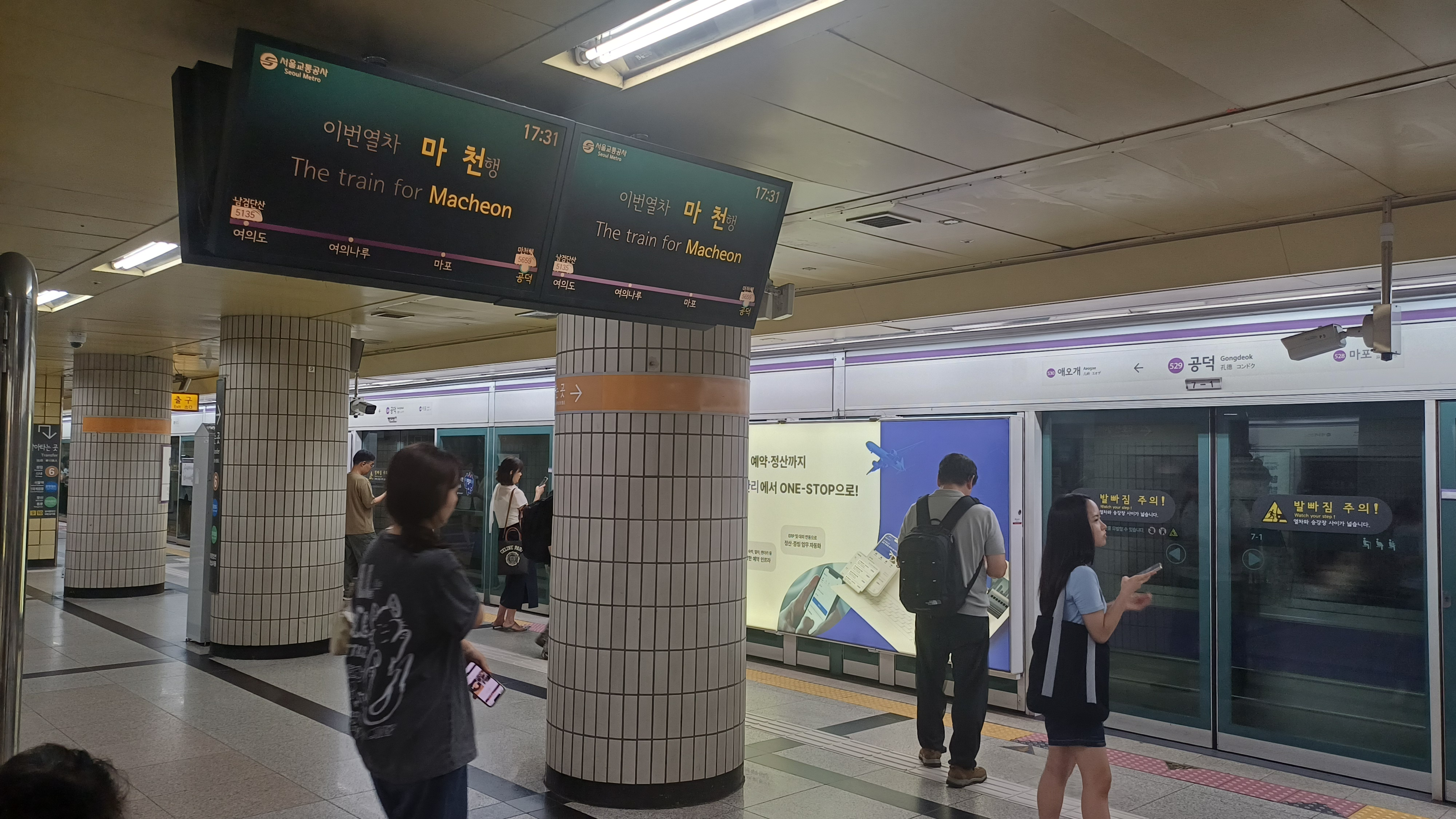
5호선 승강장(애오개방면)
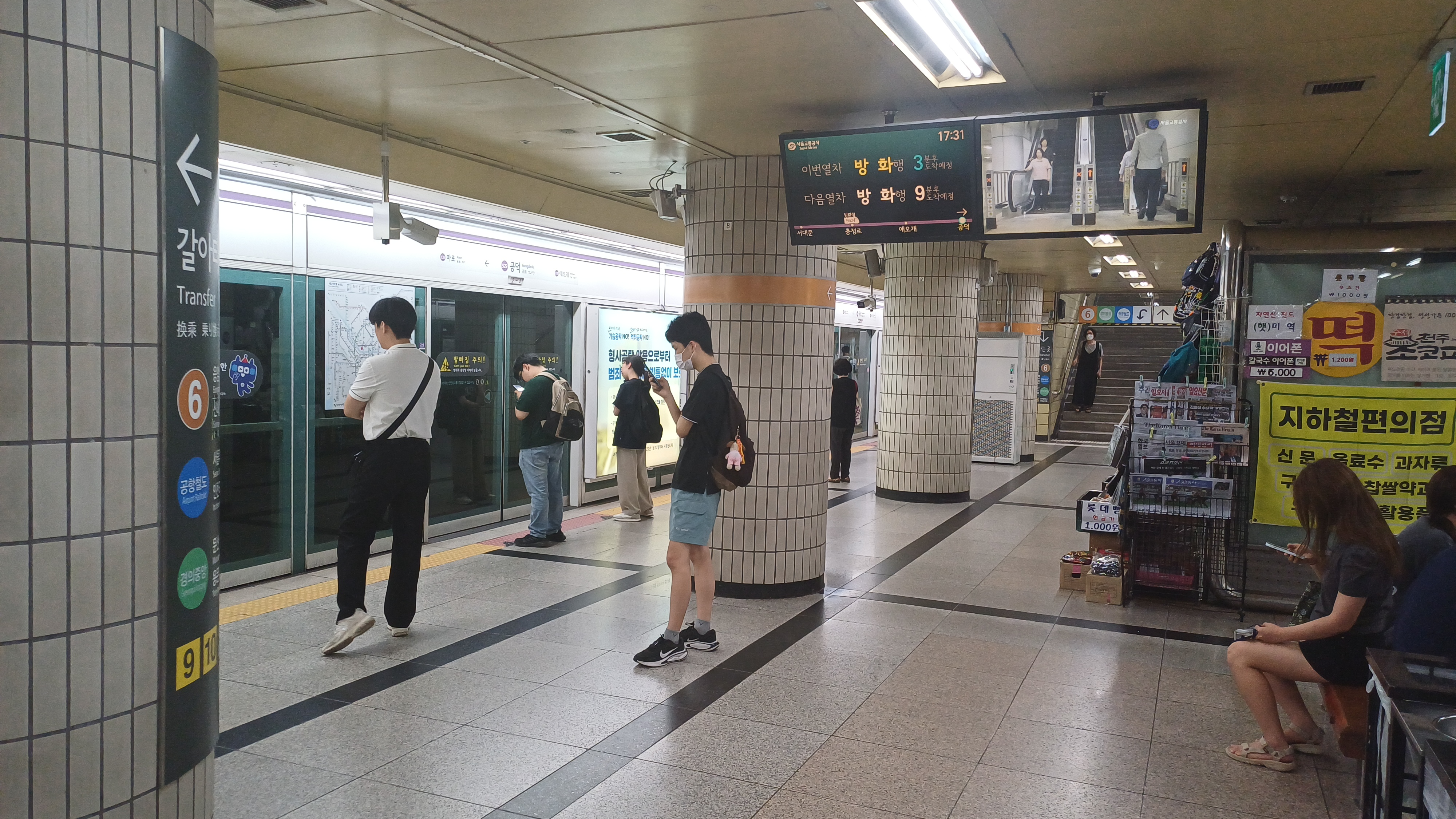
5호선 승강장(마포방면)

## 인접한 역
| 서울 지하철 5호선               | 서울 지하철 5호선                               | 서울 지하철 5호선                   |
| ------------------------------- | ----------------------------------------------- | ----------------------------------- |
| 528 마포 방화 방면              | ● 수도권 전철 5호선                             | 530 애오개 하남검단산 · 마천 방면   |
| 서울 지하철 6호선               |                                                 |                                     |
| 625 대흥 응암 순환              | ● 서울 지하철 6호선                             | 627 효창공원앞 신내 방면            |
| 인천국제공항선                  |                                                 |                                     |
| A01 서울역 방면                 | ● 인천국제공항철도 일반                         | A03 홍대입구 인천공항2터미널 방면   |
| 용산선                          |                                                 |                                     |
| K313 서강대 문산 방면 문산 방면 | ● 수도권 전철 경의·중앙선 본선 완행 중앙선 급행 | K311 효창공원앞 지평 방면 용문 방면 |
| K314 홍대입구 문산 방면         | ● 수도권 전철 경의·중앙선 경의선 본선 급행      | K110 용산 용문 방면                 |

## 같이 보기
- 공덕리역 : 공덕역 위치에 있던 용산선의 폐역

## 기타
- 2019년 3월 KT와 경찰청이 발표한 수도권 '지하철역 디지털 성범죄 위험도'에 따르면, 2018년 7월 기준 1~9호선 역별 디지털 성범죄 위험도에 따르면 위험도 1등급은 서울역(1·2·10번 출구), 동대문역사문화공원역(1·13번 출구), 여의도역(3번 출구), 공덕역(4번 출구)으로, 여의도역이 몰카위험이 높은 것으로 나타났다.[5]